# Larochella
Larochella is een geslacht van weekdieren uit de klasse van de Gastropoda (slakken).

## Soorten
- Larochella alta Powell, 1927
- Larochella toreuma Powell, 1927